# Kurultai
Kurultai (a vegades Kuriltai) era la màxima assemblea dels nobles dels pobles turcs i mongols, que era una eina administrativa de primer ordre a l'Imperi Mongol, mutatis mutandis es pot comparar amb les assemblees medievals de les corts generals, la dieta imperial etc.
Als kuriltais, celebrats generalment però no sempre a la capital de l'imperi Mongol s'elegia el gran kan i els membres de la jerarquia administrativa i s'hi prenien les decisions estratègiques de les campanyes militars. La paraula subsisteix en llengües modernes (turc, mongol, hongarès, tàtar…) per denominar assemblees, parlaments o conferències així com el «gran kuriltai».